# Habenaria philopsychra
Habenaria philopsychra är en orkidéart som beskrevs av Henry Nicholas Ridley. Habenaria philopsychra ingår i släktet Habenaria och familjen orkidéer. Inga underarter finns listade i Catalogue of Life.